# Sagophora tsuruana
Sagophora tsuruana är en insektsart som först beskrevs av Matsumura 1907.  Sagophora tsuruana ingår i släktet Sagophora och familjen spottstritar. Inga underarter finns listade i Catalogue of Life.